# 圣迭戈超级计算机中心
32°53′04″N 117°14′22″W / 32.884437°N 117.239465°W

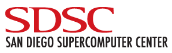
官方标志

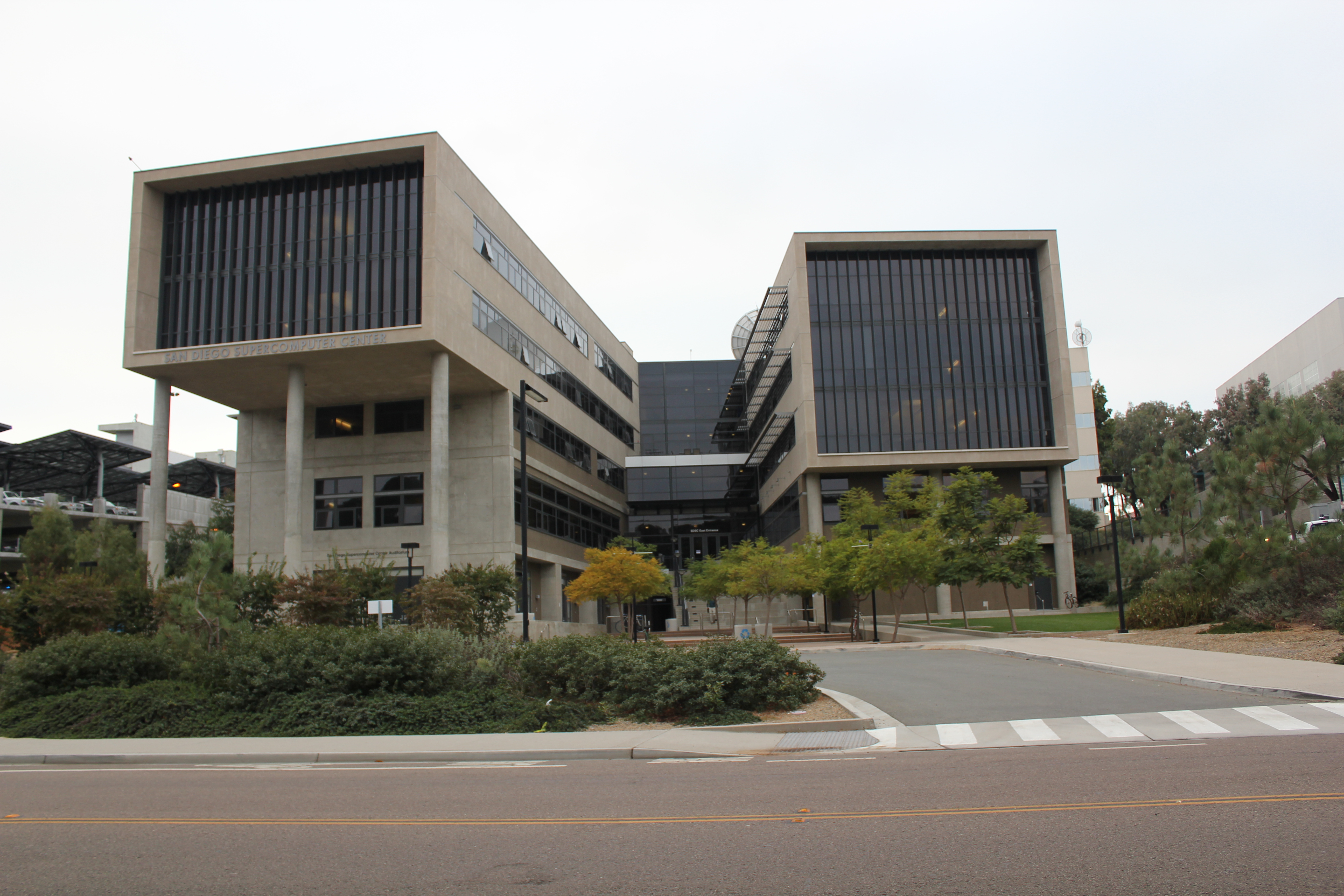
圣迭戈超级计算机中心东翼

圣迭戈超级计算机中心（ SDSC ）是加利福尼亚大学圣迭戈分校（UCSD）的一个研究机构 。它位于UCSD校园内埃莉诺·罗斯福学院（ Eleanor Roosevelt College）东端，其南侧紧邻霍普金斯停车场。 
超算中心目前的主任是物理学教授Michael L. Norman， 2010年9月，他在代理主任一年后转正。他的前任是著名的网格计算先驱Francine Berman。 
超算中心成立于1985年，其使命为“开发利用技术以推动科学发展”。国家科学基金会（NSF）是超算中心的主要出资方。 超算中心的研究方向有高性能计算 ， 网格计算 ， 计算生物学 ， 地理信息学 ， 计算物理学 ， 计算化学 ， 数据管理 ， 科学可视化和计算机网络 。 超算中心在计算生物科学领域里的成果，以及地球科学和基因组学的计算方法获得了国际认可。 